# Сонні Бой Вільямсон I
Джон Лі Ке́ртіс Ві́льямсон (англ. John Lee Curtis Williamson, 30 березня 1914, округ Медісон, Теннессі — 1 червня 1948, Чикаго, Іллінойс) — американський виконавець на губній гармоніці, співак та автор пісень, відомий під псевдонімом «Сонні Бой». Вважається піонером використання блюзової губної гармоніки як сольного інструменту. Учасник сотень записів багатьох блюзових виконавців. Під власним ім'ям був одним з найбільш записаних блюзових музикантів 1930-х і 1940-х років, тісно пов'язаний з чиказьким продюсером Лестером Мелроузом і лейблом Bluebird Records. Серед популярних пісень (власних або адаптованих) — «Good Morning, School Girl», «Sugar Mama», «Early in the Morning», «Stop Breaking Down», «Skinny Woman», «Moonshine», «Win the war blues», «I just keep loving her», «Hoodoo Hoodoo».
«Сонні Бой» Вільямсон відіграв значну роль у формуванні чиказької блюзової сцени своїм новаторським стилем, який надав структурованості та швидкості блюзовому виконанню на губній гармоніці. Стиль гри Вільямсона на губній гармоніці мав великий вплив на післявоєнних виконавців. Він був наставником багатьох перспективних блюзових музикантів, що переїхали до Чикаго, зокрема Мадді Вотерса.

## Неоднозначність псевдоніма
Існує плутанина щодо імені «Сонні Боя» Вільямсона. Намагаючись скористатися славою Вільямсона, Алек «Райс» Форд Міллер з початку 1940-х років виступав під іменем «Сонні Бой Вільямсон», тож пізніше, щоб їх розрізняти, Джона Лі Вільямсона стали називати «Сонні Бой Вільямсон I» або «справжній Сонні Бой». Джон Лі Вільямсон народився 1914 року і виступав приблизно з 1930 року до своєї смерті в 1948 році. Алек «Райс» Міллер, «Сонні Бой Вільямсон ІІ», народився раніше (десь між 1898 і 1912 роками), щодня виступав на радіо KFFA в Гелені, штат Арканзас (починаючи з 1941 року), і помер 1965 року. Обидва віртуозно володіли губною гармонікою, були плідними авторами та популярними виконавцями. Хоча Джон Лі обурювався неправомірним використанням свого імені, але ніколи активно не намагався щось змінити, оскільки за життя був єдиним виконавцем, що записувався під цим псевдонімом. Перші записи Алека Міллера під псевдонімом «Сонні Бой» датуються початком 1950-х років, вже після смерті Джона Лі Вільямсона

## Ранні роки
Джон Лі Кертіс Вільямсон народився на фермі в окрузі Медісон, штат Теннессі 30 березня 1914 року. Він єдиний син Рафаеля «Рейфа» Вільямсона та Ненсі Джейн Атлі. Джон Лі не знав батька, Рейф Вільямсон помер, ще коли Ненсі Джейн була вагітною. Згодом Ненсі Джейн одружилася з Віллі Атлі, що замінив Джону Лі батька. В одинадцять років Джон Лі отримав в подарунок на Різдво від матері свою першу губну гармоніку Hohner Marine Band. За словами його зведеного брата, Т. В. Атлі, коли не збирав бавовну, не доїв корів і не займався іншими фермерськими справами, він вчився грати на гармоніці, слухаючи і підігруючи записам на старому заводному грамофоні. Співав у церковному госпел-квартеті The Four Lamb Jubilee. Близько тринадцяти років він створив свою першу пісню, "Good Morning, School Girl", версія якої згодом стала блюзовим стандартом.

## Музична кар'єра
В шістнадцять років Сонні Бой вже виступав у Західному Теннессі з відомими представниками кантрі-блюзу: гітаристом «Сліпі» Джоном Естесом, співаком і гарпером (виконавцем на губній гармоніці, від англ. harper) Геммі Ніксоном та мандоліністом Єнком Рейчеллом. У Геммі Ніксона та мемфіського гарпера Ноя Льюїса Сонні Бой взяв кілька уроків гри на губній гармоніці.
1933 року Сонні Бой одружився з покоївкою Саллі Лі Хант і оселився в Джексоні, штат Теннессі. До 1934 року Джон Лі Вільямсон вже сформував власний виконавський стиль і відчував готовність до більшого, ніж кар'єра місцевого музиканта у провінційному Джексоні. Він поступово розширив коло своїх виступів до Мемфіса та Сент-Луїса, налагодив важливі стосунки серед сент-луїських блюзових музикантів, таких як Генрі Таунсенд, Роберт Найтгок та Волтер Девіс і, врешті, отримав можливість запису на студії Bluebird.
Свій дебютний запис для Bluebird на запрошення продюсера та шукача талантів цього лейблу Лестера Мелроуза Сонні Бой зробив 5 травня 1937 року в отелі «Ліланд», Орора, штат Іллінойс. У звичній для Лестера Мелроуза організаційній техніці запису запрошені Джон Лі «Сонні Бой» Ві́льямсон, гітаристи-вокалісти «Біг Джо» Вільямс та Роберт «Найтгок» Лі Маккой зробили по черзі сольні записи у супроводі один одного. Сонні Бой записав свої перші 6 композицій: «Good morning, school girl», «Sugar Mama blues», «Blue bird blues», «Jackson blues», «Got the bottle up and gone» та «Skinny woman». Записана того разу «Good Morning, School Girl» досягла надзвичайної популярності, досі є візитівкою Вільямсона і згодом десятки разів переспівувалась блюзовими та рок-музикантами. Під час травневої 1937 року сесії розпочалося багаторічне партнерство Вільямсона з Біг Джо Вільямсом, що тривало аж до смерті Сонні Боя. Досвідчений і харизматичний виконавець, Вільямсон відчувався музикантом рівним Біг Джо, а його стиль і темп ідеально пасували до стилю Вільямса. Сонні Бой майже завжди акомпанував Біг Джо під час записів, хоча на власні записи запрошував інших гітаристів, таких як Тампа Ред, Віллі Лейсі або Біг Білл Брунзі. Надзвичайний успіх першої сесії вимагав продовження, тож Мелроуз у листопаді того ж року організував новий запис. Генрі Таунсенд згадував, що возив того разу Сонні Боя, Роберта Найтгока, Волтера Девіса та Біг Джо Вільямса до Аврори на своєму «Форді». Результатом став марафон записів, зокрема вісім сольних композицій Сонні Боя Вільямсона і низка пісень Найтгока, Біг Джо Вільямса та Волтера Девіса, в яких гармоніка Сонні Боя слугувала супроводом. Впродовж наступних років Сонні Бой став одним з найпопулярніший блюзових музикантів, він багато виступав і записувався як головний виконавець, а також як інструменталіст у записах Роберта Найтгока, Єнка Рейчелла, Елайджі Джонса, Генрі Таунсенда та ін. Відзначається, що в цей час його стиль лишався кантрі-блюзом, з акцентом на губній гармоніці.
13 листопада 1937 року Джон Лі Вільямсон вдруге одружився в Медісоні з Лейсі Белль Девідсон.
1942 року Вільямсон остаточно перебрався до Чикаго і оселився з Лейсі Белль у Бронзевіллі, афроамериканському районі на півдні Чикаго. Низка авторитетних авторів помилково датує його переселення 1934 або 1937 роками, але всі документальні джерела, перепис населення, шлюбні записи, інтерв'ю друзів та рідних свідчать, що до початку 40-х Сонні Бой мешкав у Джексоні, штат Теннессі, відвідуючи студію Bluebird Records у Чикаго лише для записів.
У свій третій, чиказький період музичної кар'єри, стиль Вільямсона поступово набуває нових рис і оформлюється як цілісний напрямок. Саме Джон Лі Вільямсон зробив губну гармоніку основним інструментом блюзу. Використання губної гармоніки як основного інструмента означало зміни для інших інструментів: гітара і губна гармоніка ведуть своєрідний діалог, відповідаючи одне одному, інші інструменти (друга гітара, потім послідовно фортепіано, бас і барабани) використовуються як ритм-секція. Ця формула, встановлена Сонні Боєм між 1937 і 1940 роками, характеризує післявоєнний чиказький блюз, який став відомим завдяки таким блюзменам, як Літтл Волтер, Мадді Вотерс і Гаулін Вулф. Таким чином, значення Сонні Боя Вільямсона в історії блюзу визнається всіма — і критиками, і музикантами. Звукозаписи Сонні Боя на початку 40-х років призупинилася через дефіцит шелаку для виробництва платівок у воєнний час, а згодом — через тривалий страйк музикантів. Але його стиль невпинно розвивався, він створював більш свінгові пісні, використовував підсилювачі, щоб додати об'єму своєму і без того міцному звучанню. В цей період сталася зустріч з Вільямсоном юного Біллі Боя Арнольда, який отримав від майстра кілька дорогоцінних уроків гри на губній гармоніці.
Джон Лі Кертіс Вільямсон ... без сумніву може вважатися прабатьком післявоєнного чиказького блюзу. Саме він привів губну гармоніку на чільне місце в блюзі, і саме він був піонером формату невеликих комбо з провідною гармонікою, формату, що визначив чиказьку ідіоматику 1940-х років у її розвитку. Але ці елементи об'єдналися раніше в Сент-Луїсі, де жив Вільямсон, коли розпочинав свою кар'єру звукозапису 1937 року. Саме в Сент-Луїсі часто відбувалися важливі для блюзменів з Арканзасу, Теннессі та Міссісіпі процеси урбанізації та розвитку ансамблів, і вважається, що саме в Сент-Луїсі Сонні Бой та його сучасники розробили проєкт повоєнного чиказького блюзу.
Оригінальний текст (англ.)
[John Lee Curtis Williamson ... can rightly be considered the forefather of the postwar Chicago blues style. It was he who brought the harmonica to prominence in the blues and he who pioneered the harmonica-led small combo format that defined the Chicago idiom in its 1940s development. But those elements came together earlier in St. Louis, where Williamson was based when his recording career began in 1937. St. Louis is where the critical processes of urbanization and ensemble development often took place for bluesmen up from Arkansas, Tennessee, and Mississippi, and it has been said that the blueprint for postwar Chicago blues was drawn up in St. Louis by Sonny Boy and his contemporaries. ] Помилка: {{Lang}}: текст вже має курсивний шрифт (допомога)— Джим О'Ніл
1946 року Вільямсон досяг піка своєї популярності. З власним гуртом Purple Cat Trio він виступав кожну п'ятницю, суботу та неділю в клубі «Purple Cat lounge». 1947 року його композиції фігурували у виконавчих списках радіо Нью-Йорка та Вашингтона, а «Shake the Boogie» стає національним хітом. Того ж року музикознавець та фольклорист Алан Ломакс, що збирав матеріали для Бібліотеки Конгресу записав Біг Білла Брунзі, Мемфіса Сліма та Сонні Боя Вільямсона на студії Decca в Нью-Йорку після їхнього концерту в Таун-холлі. До сесії додані інтерв'ю виконавців, що пояснюють походження та природу блюзу. За словами Ломакса, «Вони досліджували причину цього [блюзу] в суворій бідності сільського життя чорношкірих. Вони згадували життя в робітничих таборах Міссісіпі, де в'язниця стояла в кінці дороги, чекаючи на непокірних. Зрештою, вони прийшли до усвідомлення масштабів системи самосуду, яка загрожувала будь-кому, хто не підкорявся її правилам». Інтерв'ю були настільки небезпечні для трійці, що випуск альбому було відкладено на десять років. Коли 1959 року United Artists нарешті видали їх на платівці під назвою «Blues in the Mississippi Night», Алан використав псевдоніми (Leroy, Natchez та Sib), аби захистити виконавців та їхні сім'ї.

## Смерть
Сонні Бой Вільямсон трагічно помер 1 червня 1948 року від жорстокого побиття біля свого будинку після виступу в клубі «Plantation». В офіційному поліційному звіті зазначено, що його пограбували і побили, коли він повертався додому. Швидка допомога відвезла його до лікарні, де він помер о 6 ранку. Повідомлення про його смерть в газеті «Джексон Сан» було сховано серед оголошень під заголовком «Кольорові мертві» і не згадувало про його музичну кар'єру. Його було поховано біля  Джексона, на цвинтарі Блерс-Чепел.

## Визнання
1990 року працівники бібліотеки округу Джексон-Медісон, усвідомлюючи важливість внеску Сонні Боя в блюзову музику та національну культуру, дослідили його життя, написали про нього серію статей та заручилися підтримкою на місцевому та національному рівнях. Це призвело до встановлення гранітного надгробка на могилі та пам'ятного знаку Сонні Бою біля парку Малезус у Джексоні. 1 червня 1990 року, у 42-гу річницю його смерті, місто Джексон провело День Сонні Боя Вільямсона, вшановуючи його пам'ять.
Своєю творчістю Сонні Бой вплинув на кілька поколінь. Його записи переспівували десятки виконавців, як традиційних, так і сучасних. Джона Лі «Сонні Боя» Вільямсона I було введено до Зали слави блюзу у 1980 році. 1990 року пісню «Good Morning, School Girl» у його виконанні, видану лейблом Bluebird Records 1937 року, визнано «Класичним блюзовим записом» у Залі слави блюзу. Ця пісня Джона Лі «Сонні Боя» Вільямсона також увійшла до списку «500 пісень, що сформували рок-н-рол».

## Дискографія

### Головний виконавець, вокаліст і композитор
- 1937 Good morning, school girl / Sugar Mama blues (Bluebird, B-7059)
- 1937 Blue bird blues / Jackson blues (Bluebird B-7098)
- 1937 Got the bottle up and gone / Skinny woman (Bluebird B-7012)
- 1937 Early in the morning / Project highway (Bluebird B-7302)
- 1938 Up the country blues / Collector man blues (Bluebird B-7428)
- 1938 Worried me blues / Frigidaire blues (Bluebird B-7404)
- 1938 Black gal blues / Suzanna blues (Bluebird B-7352)
- 1938 My little Cornelius / Sunny land (Bluebird B-7500)
- 1938 You can lead me / I'm tired truckin' my blues away (Bluebird B-7536)
- 1938 Miss Louisa blues / Until my love come down (Bluebird B-7576)
- 1938 Moonshine / Beauty parlor (Bluebird B-7603)
- 1938 Decoration blues / Down South (Bluebird B-7665)
- 1938 Honey bee blues / Whiskey headed blues (Bluebird B-7707)
- 1938 You give an account / You've been foolin' 'round downtown (Bluebird B-7756)
- 1938 My baby I've been your slave / Deep down in the ground (Bluebird B-7805)
- 1938 Lord, oh Lord blues / Shannon Street blues (Bluebird B-7847)
- 1938 Bluebird blues—part 2 / Low down ways (Bluebird B-7979)
- 1939 Susie-Q / Goodbye Red (Bluebird B-7995)
- 1939 Number five blues / Little girl blues (Bluebird B-8010)
- 1939 The right kind of life/ Insurance man blues (Bluebird B-8034)
- 1939 Next door neighbor / Good gamblin' (Bluebird B-8059) з Ramblin' Bob
- 1939 Christmas morning blues / Rainy day blues (Bluebird B-8094)
- 1939 Good for nothing blues / Sugar mama blues no. 2 (Bluebird B-8237)
- 1939 Bad luck blues / My little baby (Bluebird B-8265)
- 1939 Doggin' my love around / Little low woman blues (Bluebird B-8307)
- 1940 Good gravy / T.B. blues (Bluebird B-8333)
- 1940 Something going on wrong / Good gal blues (Bluebird B-8357)
- 1940 I'm not pleasing you / New «Jailhouse blues» (Bluebird B-8383)
- 1940 Joe Louis and John Henry blues / Thinking my blues away (Bluebird B-8403)
- 1940 Lifetime blues / Miss Ida Lee (Bluebird B-8439)
- 1940 Tell me, baby / Honey bee blues (Bluebird B-8474)
- 1940 I been dealing with the devil / War time blues (Bluebird B-8580)
- 1941 Train fare blues / Welfare store blues (Bluebird B-8610)
- 1941 My little machine / Jivin' the blues (Bluebird B-8674)
- 1941 Western Union man / Shotgun blues (Bluebird B-8731)
- 1941 Big Apple blues / My baby made a change (Bluebird B-8766)
- 1941 Coal and iceman blues / Mattie Mae blues (Bluebird B-8797)
- 1941 Sloppy drunk blues / You got to step back (Bluebird B-8822)
- 1941 I'm gonna catch you soon / Million years blues (Bluebird B-8866)
- 1941 Shady Grove blues / She was a dreamer (Bluebird B-8914)
- 1941 Springtime blues / Drink on, little girl (Bluebird B-8955)
- 1941 My black name blues / I have got to go (Bluebird B-8992)
- 1942 Ground-hog blues / Broken heart blues (Bluebird B-9031)
- 1942 Black panter blues / She don't love me that way  (Bluebird 34-0701)
- 1942 Shake it but don't break it / Worried life blues (Decca 7888)
- 1942 I'll bring home the bacon for you, baby / Wee wee hours (Decca 7898)
- 1942 Savoy's jumpin' / Honey it must be love (Decca 8643)
- 1942 Reverse the charges / Rubber bounce (Decca 8651)
- 1944 Decoration Day blues no. 2 / Love me, baby (Bluebird 34-0713)
- 1944 Win the war blues / Check up on my baby (Bluebird 34-0722)
- 1945 Miss Stella Brown / Desperado woman (Bluebird 34-0736)
- 1946 Elevator woman / Sonny Boy's jump (Bluebird 34-0744)
- 1946 Mean old highway / Shake the boogie (Victor 20-2056)
- 1946 Early in the morning / You're an old lady (Victor 20-1875)
- 1947 Sonny boy's cold chills / Hoodo hoodo (Victor 20-2184)
- 1947 G. M. & O. blues / Mellow chick swing (Victor 20-2369)
- 1947 Polly put your kettle on / Lacey Belle (Victor 20-2521)
- 1947 Sugar gal / Willow tree blues (Victor 20-2623)
- 1948 Apple tree swing /  (Victor 20-2893)
- 1948 Stop breaking down / Rub-a-Dub (Victor 20-3047)
- 1948 The big boat / Better cut that out (Victor 20-3218)
- 1949 Wonderful time / Blues about my baby (Victor 22-0001)
- 1949 Little girl / Bring another half a pint (Victor 22-0021)
- 1949 I love you for myself / Southern dream (Victor 22-0046)

### Інструментальний супровід солістів:

#### Роберта Лі Маккоя (Роберта Найтгока)
- 1937 * / Prowling Night-Hawk (Bluebird B-6995)
- 1937 * / Sweet pepper mama (Bluebird B-7090)
- 1937 Mean black cat / I have spent my bones (Bluebird B-7303)
- 1938 Take it easy, baby / Mamie Lee (Bluebird B-7386)
- 1938  My friend has forsaken me / Brickyard (Bluebird B-7416)
- 1938 * / C N A (Bluebird B-7440)

#### Генрі Таунсенда
- 1938 Now I stay away / Lose your man (Bluebird B-7453)
- 1938 All I've got's gone / A ramblin' mind (Bluebird B-7474)

#### Елайджі Джонса
- 1938 Only boy child / * (Bluebird B-7565)
- 1938 Mean actin' mama / * (Bluebird B-7616)
- 1938 Lonesome Man / * (Bluebird B-7655)

#### Спеклeд Реда
- 1939 Do the Georgia / St. Louis stomp (Bluebird B-7985)
- 1939 * / You got to fix it  (Bluebird B-8036)

#### Ремблін Боба
- 1939 Big Apple blues / * (Bluebird B-7987)
- 1939 Next Door Neighbor / Good gamblin'  (Bluebird B-8059)
- 1939 * / Freight Train Blue (Bluebird B-8067)

#### Віллі Гетчера
- 1939 So Unkind / They're mean to me (Bluebird B-8003)

#### Єнка Рейчелла
- 1938 Rachel blues / J.L. dairy blues (Bluebird B-7525)
- 1938 Lake Michigan blues /I'm wild and crazy as can be (Bluebird B-7602)
- 1938 Rachel blues / J.L. dairy blues (Bluebird B-7525)
- 1938 It's all over / My mind got bad (Bluebird B-7694)
- 1938 When you feel down and out / Texas Tommy (Bluebird B-7731)
- 1941 Army man blues / Worried blues (Bluebird B-8840)
- 1941 It seems like a dream / 38 pistol blues (Bluebird B-8732)
- 1941 Hobo blues / Biscuit baking woman (Bluebird B-8768)
- 1941 Insurance man blues / Up North blues (Bluebird B-8796)
- 1942 Yellow yam blues / Tappin' that thing (Bluebird B-8951)
- 1942 Rainy days blues / Loudella blues (Bluebird B-8993)
- 1942 Peach tree blues / She loves who she please (Bluebird B-9033)
- 1944 Bye bye blues / Katy Lee blues (Bluebird 34-0715)
- 1946 38 pistol blues / Tappin' that thing (Victor 20-2955)

#### Біг Джо Вільямса
- 1937 I know you gonna miss me / Brother James (Bluebird B-7022)
- 1937 Rootin' ground hog / I won't be in hard luck no more (Bluebird B-7065)
- 1938 * / Haven't seen no whiskey (Bluebird B-7719)
- 1938 Peach orchard mama / * (Bluebird B-7770)
- 1941 Throw a boogie woogie / North wind blues (Bluebird 34-0720)
- 1942 Please don't go / Break 'em on down (Bluebird B-8969)
- 1942 Highway 49 / Someday, baby (Bluebird B-9025)
- 1945 Somebody's been worrying / Vitamin A (Bluebird 34-0739)
- 1945 Baby please don't go / Wild cow moan (Columbia 30099)
- 1945 Stack of dollars / Mellow apples (Columbia 30107)
- 1948 Banta rooster blues / House lady blues apples (Columbia 30119)
- 1948 King biscuit stomp / Don't you leave me here (Columbia 30129)
- 1948  P Vine blues / I'm a highway man (Columbia 30191)

### Непубліковані записи
- 1942 What's getting wrong with you? (BS-074657)
- 1942 Blues that made me drunk (BS-074658)
- 1942 Come on baby and take a walk (BS-074659)